# Cileles (Tigaraksa)
Cileles is een bestuurslaag in het regentschap Tangerang van de provincie Banten, Indonesië. Cileles telt 6828 inwoners (volkstelling 2010).